# Oupia
Oupia ist eine französische Gemeinde im Département Hérault in der Region Okzitanien. Sie gehört zum Arrondissement Béziers und zum Kanton Saint-Pons-de-Thomières.

## Geografie
Die Gemeinde Oupia liegt an der Grenze zum Département Aude, 23 Kilometer nordwestlich von Narbonne. Sie grenzt im Norden an Beaufort, im Nordosten an Aigne, im Osten an Pouzols-Minervois und im Süden und im Westen an Olonzac. Das Siedlungsgebiet befindet sich auf 95 Metern über dem Meeresspiegel. Auf der langgezogenen Hügelkette Serre d'Oupia im Osten der Gemeinde (bis 292 m über dem Meer) werden neun Windkraftanlagen betrieben.

## Bevölkerungsentwicklung
| Jahr                       | 1962 | 1968 | 1975 | 1982 | 1990 | 1999 | 2011 | 2020 |
| Einwohner                  | 408  | 368  | 314  | 301  | 252  | 210  | 282  | 250  |
| Quellen: Cassini und INSEE |      |      |      |      |      |      |      |      |

## Weinbau
Die Reben im Gemeindegebiet von Oupia sind Teil des Weinbaugebietes Minervois (AOC).

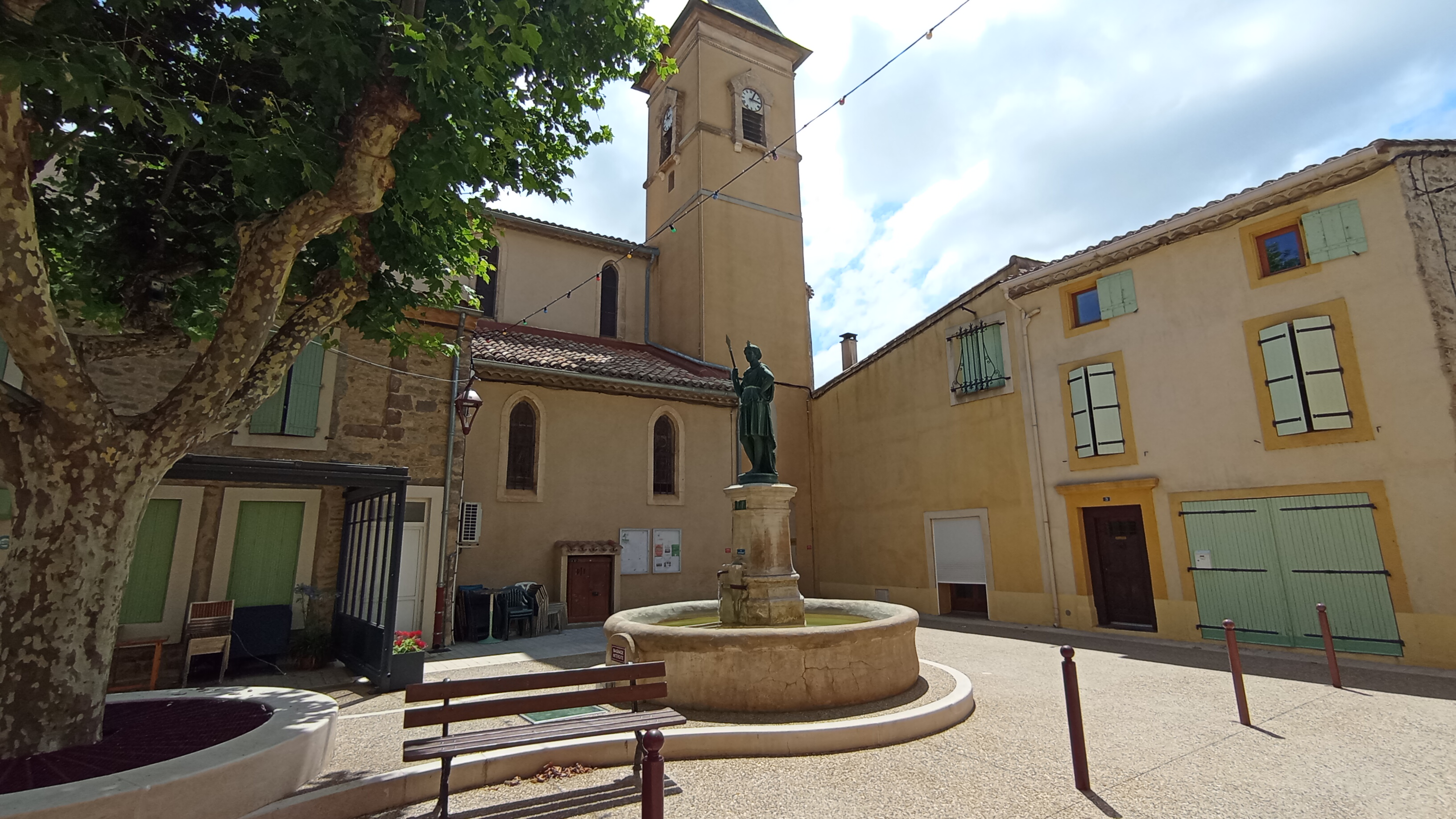
Kirche Saint-Étienne in Oupia